# Plessé
Plessé – miejscowość i gmina we Francji, w regionie Kraj Loary, w departamencie Loara Atlantycka.
Według danych na rok 2010 gminę zamieszkiwało 4631 osób, a gęstość zaludnienia wynosiła 44 osoby/km².